# 고치현립 미술관

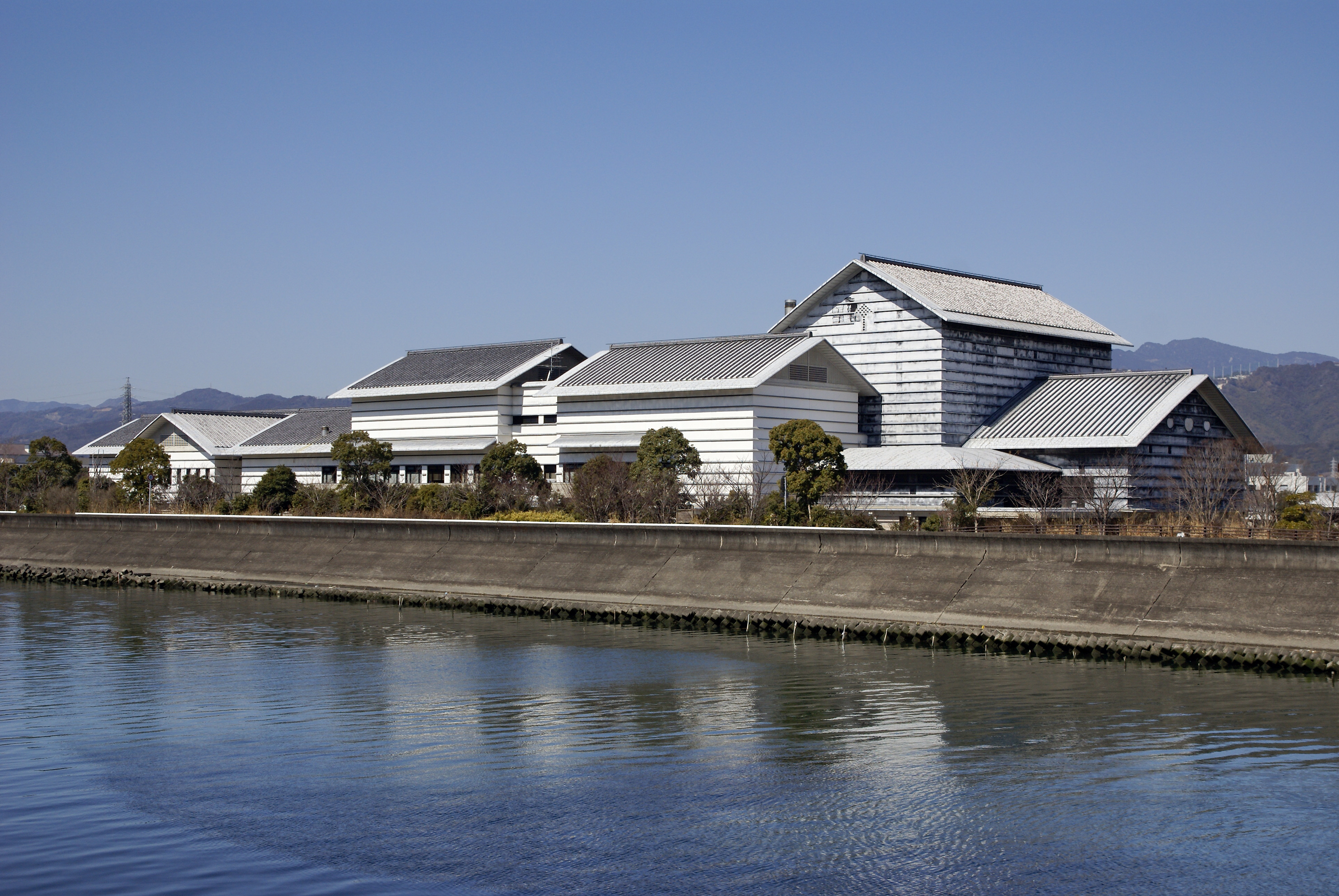
고치 현립 미술관

고치 현립 미술관(일본어: 高知県立美術館 고치켄리쓰비쥬쓰칸[*])은 고치현 고치시의 미술관이다. 1993년 11월 3일에 개관했다. 약 1300점에 이르는 마르크 샤갈의 세계적인 컬렉션으로 잘 알려져있다. 콘서트홀인 고치 현립 미술관 홀을 관내 병설한다.